# Пещ-4
Пещ-4 (рос. Пещ-4) — печера на Алтаї, Республіка Алтай, Росія.  Загальна протяжність — 92 м. Глибина печери — 13 м, амплітуда висот — 13 м; загальна площа — N/A м²; об'єм — N/A м³.  Печера відноситься до Центрально-Алтайської області Алтайської провінції Алтай-Саянської спелеологічної країни. Кадастровий номер 5027/8531-2.